# 山通大海碣
23°38′47″N 120°52′57″E / 23.646485°N 120.882370°E
山通大海碣，原位於臺灣南投縣信義鄉新鄉村陳有蘭溪筆石橋附近，為光緒元年（1875年）間吳光亮闢建八通關古道時刻寫，八七水災消失後於1988年重新勒石，桃芝颱風後2012年再度重勒。

## 歷史

### 原物
倪贊元《雲林縣採訪冊》：「山通大海碑，在十八重溪金銀山前，高六、七尺，寬三尺，正書山通大海四字，光緒年間鎮軍吳光亮勒石。」
光緒元年（1875年），吳光亮開闢自林杞埔、鳳凰山、東埔、八通關，越秀姑巒山到璞石閣的八通關古道中，留下萬年亨衢石碣、開闢鴻荒石碣、山通大海石碣、過化存神石碣，成為串連歷史的座標。其中的山通大海碣原於新鄉村筆石橋下游300公尺處陳有蘭溪左岸上，字義是從此攀過高山就通向大海。筆石該地屬於布農族郡社群，地名原意為如床般平坦之地。據水里鄉人張振輝表示，吳光亮林姓部下的墓就在同一鄉的愛國村有應公廟前。
八七水災前，因水里鄉地利村地利國小教職人員松榮昌曾拓印山通大海碣，而能知各字相距約25公分，字徑約18公分。日後，拓印就重塑在楠仔腳萬土地公廟後方的水泥牆上。戰後時期初，據新鄉村頭社坪原住民金春福等人回憶，在山通大海碣因八七水災消失前，筆劃較多其中「海」字全無、「通」字已壞，「大」字也有了部份瑕疵。

### 尋找

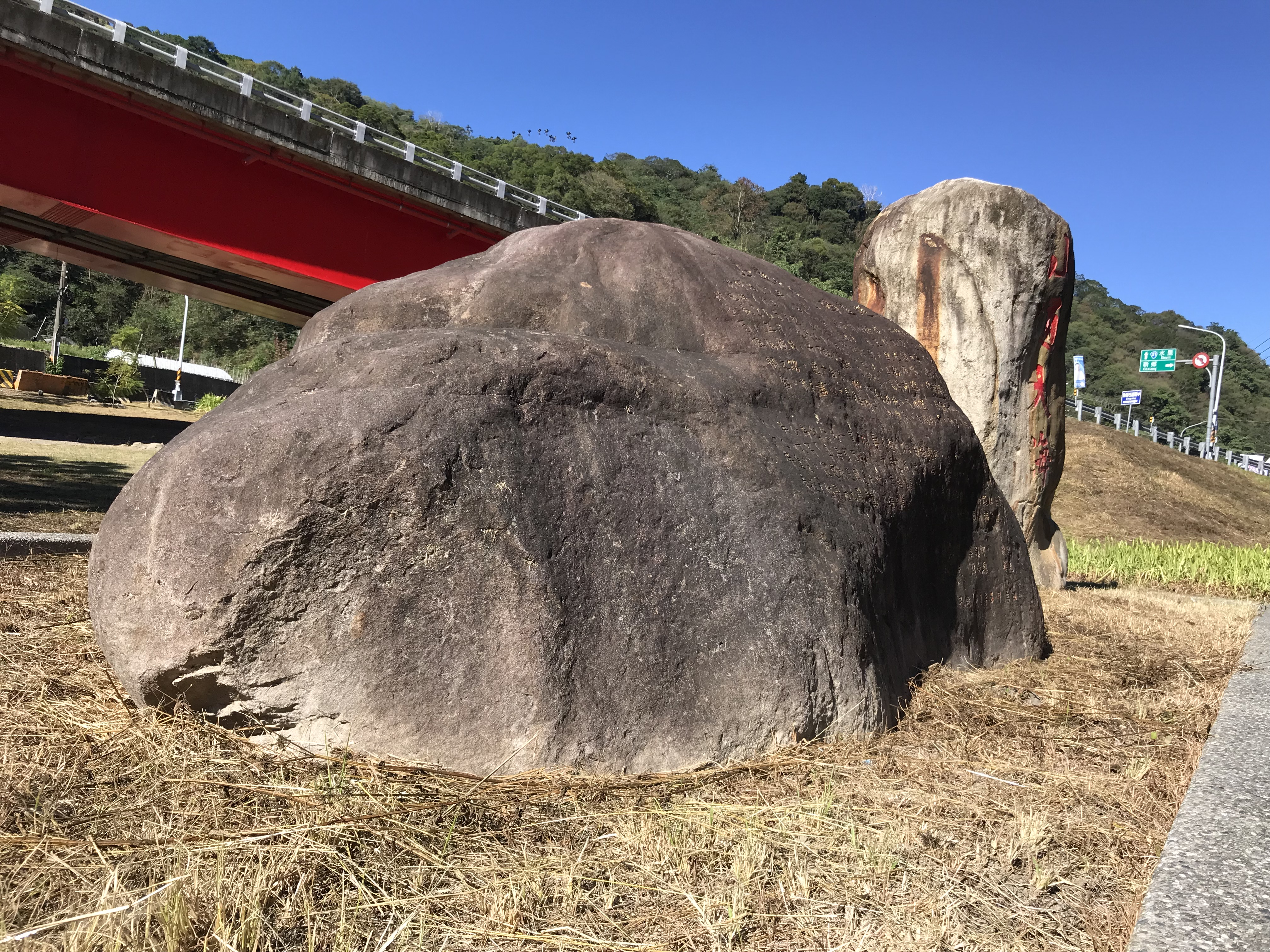
重建記石與重建山通大海碣

1981年2月，南投縣政府民政局文獻課課長黃紹賢在途經新鄉村筆石一家雜貨店時，打聽有人在筆石橋下游200公尺巨石左邊用粉筆寫下「山通大海石在此」的字跡，但該石並無「山通大海」字跡。縣府原計畫調用正興建新中橫公路的工程隊來讓巨石翻面，以尋找字跡。最後縣府考慮既然字跡早已損毀、且位置不對，便取消計畫。

### 重勒

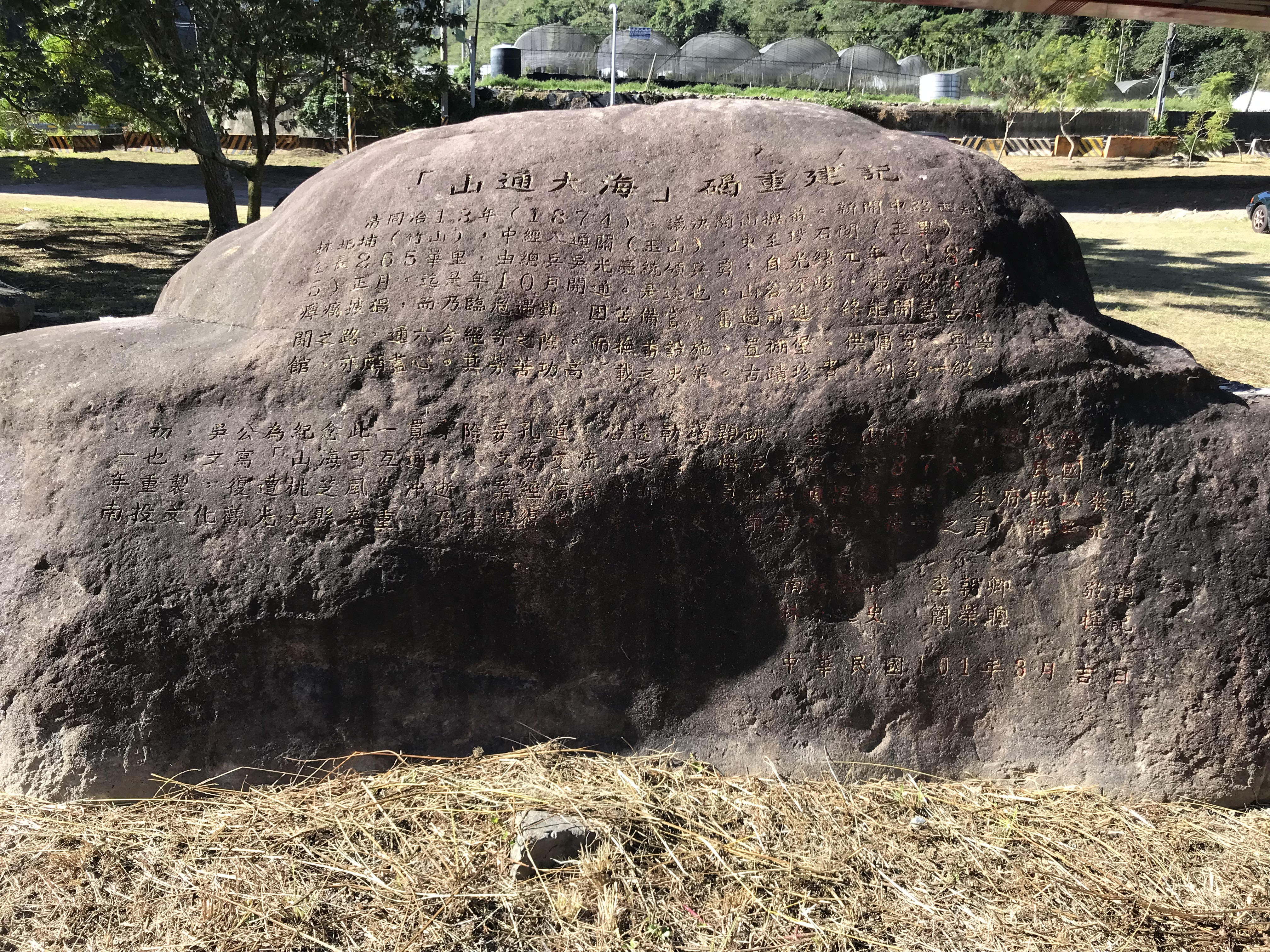
重建記

1987年9月7日，南投縣政府民政局專員王炳煌在與楊南郡參加完八通關古道的踏勘後，透露縣府已決定重刻山通大海碣。次年末，縣府使用新中橫公路郡大檢查哨南方約2公里的陳有蘭溪巨石重刻。但2001年桃芝颱風，十八重溪橋、筆石橋等遭溪水整座沖走，連帶使重刻的山通大海碣也消失不見。之後，信義鄉災農陳一舟、吳進明、陳萬成等自組觀光車隊，利用賞梅季規畫觀光路線，其中之一便是吳光亮開闢的古路。
2012年，縣府在陳有蘭溪畔放置兩顆巨石，分別刻上山通大海原碑拓本、及沿革歷史。2023年，信義鄉鄉民代表會主席李國源，向政府希望立在新鄉村入口的山通大海石碑能開闢作為歷史園區。